# Monandrocarpa tritonis
Monandrocarpa tritonis är en sjöpungsart som beskrevs av Wilhelm Michaelsen 1904. Monandrocarpa tritonis ingår i släktet Monandrocarpa och familjen Styelidae. Inga underarter finns listade i Catalogue of Life.